# Björketjärnen, Västergötland
Björketjärnen är en sjö i Bollebygds kommun i Västergötland och ingår i Göta älvs huvudavrinningsområde. Tjärnen ligger väldigt nära vattendelaren mot Rolfsån, men den avvattnas via en bäck, ner till Stensjön.